# Aguidi
Aguidi est un arrondissement du département de plateau au Bénin.

## Géographie
Aguidi est une division administrative sous la juridiction de la commune de Sakété,.

## Villages
- Agada-Hounme
- Iloro-Aguidi
- Akpechi
- Assa Idi Otche
- Idjigboro
- Ikpedjile
- Ilako Idi Oro
- Kobedjo
- Modogan

## Démographie
Selon le recensement de la population effectué par l'Institut National de la Statistique Bénin en 2013, Aguidi compte 18625 habitants pour une population masculine de 8973 contre 9652 femmes pour un ménage de 3280.